# Ezekiel Gilbert
Ezekiel Gilbert (* 25. März 1756 in Middletown, Colony of Connecticut; † 17. Juli 1841 in Hudson, New York) war ein US-amerikanischer Jurist und Politiker. Zwischen 1793 und 1797 vertrat er den Bundesstaat New York im US-Repräsentantenhaus.

## Werdegang
Ezekiel Gilbert wuchs während der britischen Kolonialzeit auf. Er verfolgte klassische Altertumswissenschaften und graduierte 1778 am Yale College. Gilbert studierte Jura. Nach dem Erhalt seiner Zulassung als Anwalt begann er in Hudson zu praktizieren. Er saß in den Jahren 1789 und 1790 in der New York State Assembly. Politisch gehörte er der Pro-Administration-Fraktion an. Bei den Kongresswahlen des Jahres 1792 wurde Gilbert im sechsten Wahlbezirk von New York in das damals noch in Philadelphia tagende US-Repräsentantenhaus gewählt, wo er am 4. März 1793 die Nachfolge von James Gordon antrat. Zwei Jahre später wurde er als Föderalist in das US-Repräsentantenhaus wiedergewählt. Er schied nach dem 3. März 1797 aus dem Kongress aus. Danach war er wieder als Anwalt tätig und saß in den Jahren 1800 und 1801 erneut in der New York State Assembly. Zwischen 1813 und 1815 arbeitete er als Clerk im Columbia County. Er starb am 17. Juli 1841 in Hudson.